# Oberea deficiens
Oberea deficiens är en skalbaggsart som beskrevs av Thomas Casey 1924. Oberea deficiens ingår i släktet Oberea och familjen långhorningar. Inga underarter finns listade i Catalogue of Life.